# 25309 Chrisauer
25309 Chrisauer è un asteroide della fascia principale. Scoperto nel 1998, presenta un'orbita caratterizzata da un semiasse maggiore pari a 2,2416980 UA e da un'eccentricità di 0,1631000, inclinata di 1,74134° rispetto all'eclittica.